# De Zestien
De Zestien is een courant gebruikte verwijzing naar de zetel van de Belgische eerste minister.
Sinds de Bevrijding in september 1944 heeft de Belgische eerste minister zitting in het huis dat het adres Wetstraat 16 draagt (voordien was zijn kantoor in Wetstraat 18). In deze woning werkt hij, samen met zijn kabinetsmedewerkers, ontvangt hij officiële bezoeken en komt de regering wekelijks bijeen.
Als meer algemene benaming om te verwijzen naar de eerste minister of naar zijn ambt, wordt in het dagelijkse jargon vaak gesproken over de Wetstraat 16 of zelfs gewoon De Zestien, net zoals men het in het Nederland vaak heeft over het Torentje of over het Catshuis wanneer men naar de eerste minister verwijst, in Frankrijk naar Matignon en in het Verenigd Koninkrijk naar Ten Downing Street of Number Ten.
De eerste minister beschikt ook nog over een residentie of ambtswoning, het Lambermonthuis, in de Lambermontstraat gelegen. Als hij daar een bijeenkomst belegt, meestal in klein comité, zal men vermelden dat hij in de Lambermont heeft vergaderd. Hij beschikt er ook over een optrekje.